# باشگاه فوتبال کاشیما آنتلرز
باشگاه فوتبال کاشیما آنتلرز (به ژاپنی: 鹿島アントラーズ) باشگاه فوتبالی در شهر کاشیما، استان ایباراکی، ژاپن است که در جی لیگ بازی می‌کند.
این باشگاه در سال ۱۹۴۸ بنیان‌گذاری شده‌است. کاشیما به معنی جزیره گوزن و آنتلرز است. این تیم سابقهٔ ۸ قهرمانی در جی‌لیگ را دارد که در این زمینه رکورد دار است. همچنین این تیم سابقه ۶ قهرمانی در جام امپراتور (جام حذفی) و ۶ قهرمانی در جام جی‌لیگ و ۶ قهرمانی در سوپر جام فوتبال ژاپن و یک نایب قهرمانی جام باشگاه‌های فوتبال جهان در فصل ۲۰۱۶ و یک مقام سومی جام برندگان جام آسیا در فصل ۹۹–۱۹۹۸ و یک قهرمانی در لیگ قهرمانان آسیا در فصل ۲۰۱۸ را دارد.

## اسپانسرها

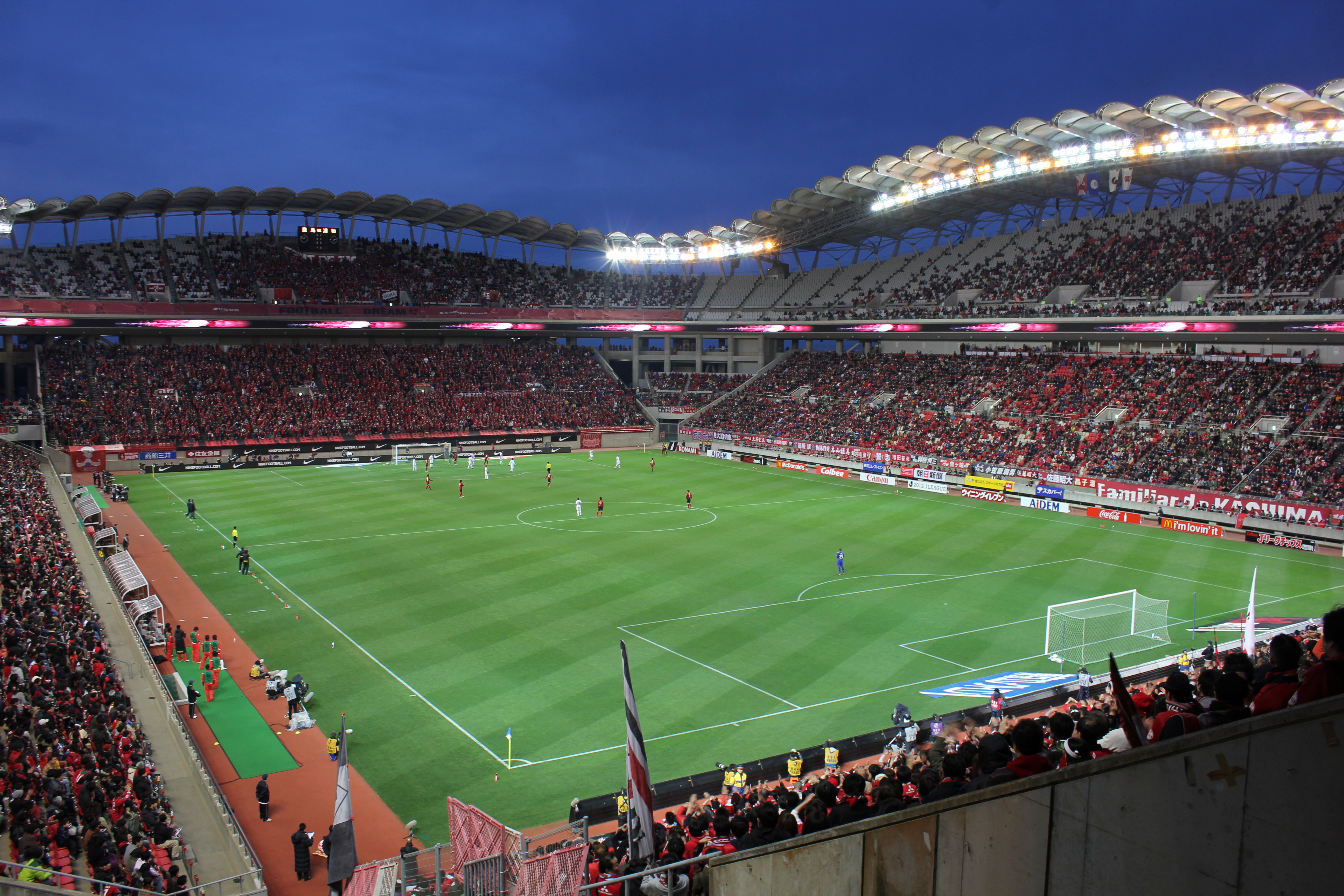
نمای درونی ورزشگاه کاشیما ساکر

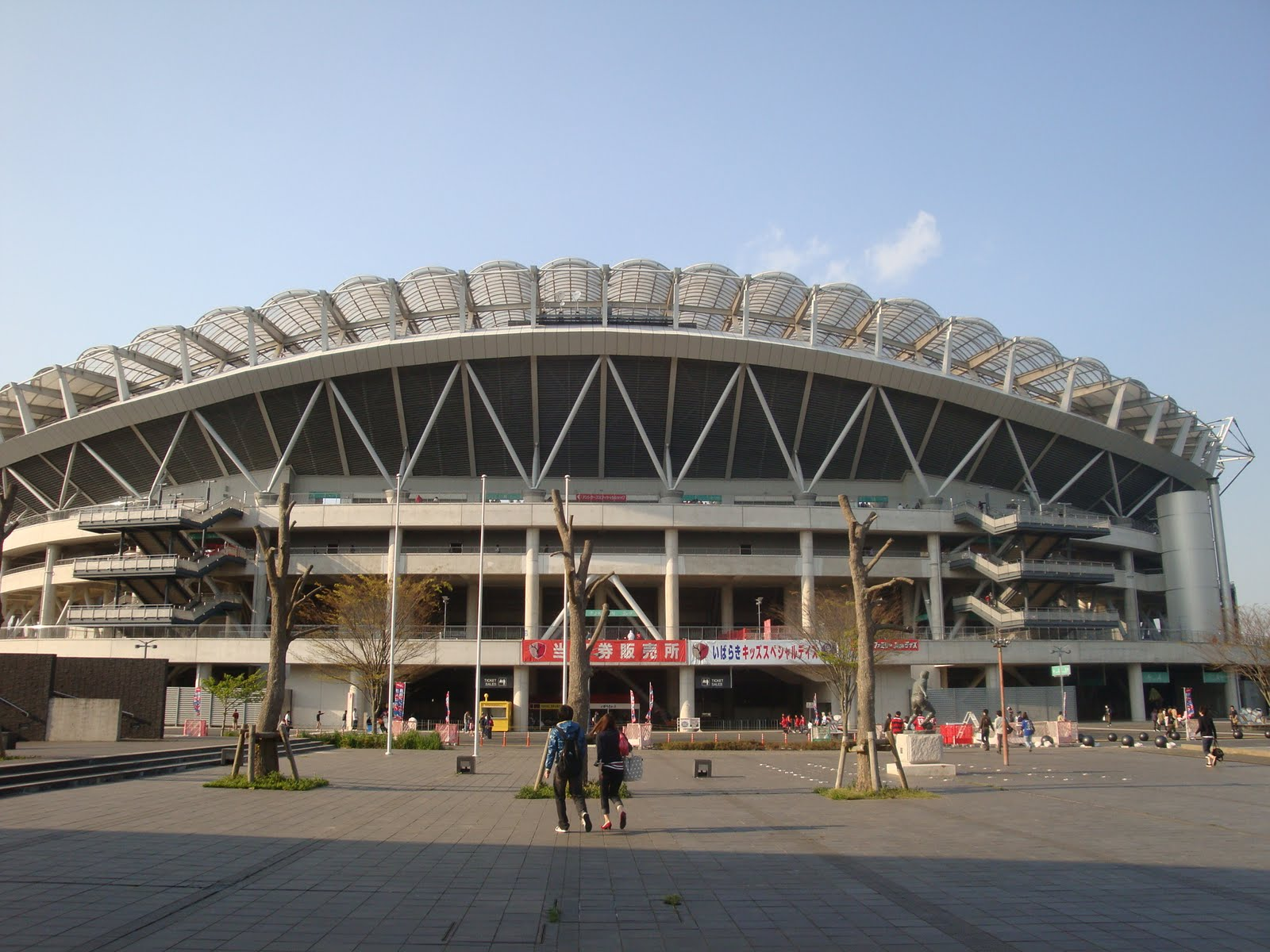
نمای بیرونی ورزشگاه کاشیما ساکر

لیست اسپانسرها
- نیپون استیل و سومیتومو متال
- لیکسیل گروپ
- تعاونی ریزو کاگاوا
- نایکی
- سونی
- آل نیپون ایرویز
- آبجوسازی آساهی
- سانتوری
- شووا کورپوریشن
- کی‌دی‌دی‌آی
- بانک سومیتومو میتسویی
- سگ وی

## بازیکنان برجسته
- زیکو
- لئوناردو آراخو
- جورجینیو
- بیسمارک براتو فاریا
- فابیو جونیور پریرا
- کارلوس موزر
- مارسیو میراندا فریتاس روخا دا سیلوا
- ریکاردو
- مازینیو اولیویرا
- فابیو سانتوس رومئو
- یولر
- گاکو شیباساکی

## افتخارات
سومیتومو ساکر کلاب (دوران آماتور)
- جام شاکایجین
  - قهرمانی (۱): ۱۹۷۳
- لیگ فوتبال دسته دوم ژاپن
  - قهرمانی (۲): ۱۹۸۴, ۱۹۸۶–۸۷

کاشیما آنتلرز (دوران حرفه ای)
- جی‌لیگ:
  - قهرمانی (۸): ۱۹۹۶, ۱۹۹۸, ۲۰۰۰, ۲۰۰۱, ۲۰۰۷, ۲۰۰۸, ۲۰۰۹, ۲۰۱۶
- جی‌لیگ مرحله ۱
  - قهرمانی (۳): ۱۹۹۳, ۱۹۹۷, ۲۰۱۶
- جی‌لیگ مرحله ۲
  - قهرمانی (۳): ۱۹۹۸, ۲۰۰۰, ۲۰۰۱
- جام امپراتور:
  - قهرمانی (۵): ۱۹۹۷, ۲۰۰۰, ۲۰۰۷, ۲۰۱۰, ۲۰۱۶
- جام جی‌لیگ:
  - قهرمانی (۶): ۱۹۹۷, ۲۰۰۰, ۲۰۰۲, ۲۰۱۱, ۲۰۱۲, ۲۰۱۵
- سوپر جام فوتبال ژاپن:
  - قهرمانی (۶): ۱۹۹۷, ۱۹۹۸, ۱۹۹۹, ۲۰۰۹, ۲۰۱۰, ۲۰۱۷

بین‌المللی
- لیگ قهرمانان آسیا:
  - قهرمانی (۱): ۲۰۱۸
- جام برندگان جام آسیا:
  - سومی (۱):۹۹–۱۹۹۸
- جام قهرمانان شرق آسیا:
  - قهرمانی (۱): ۲۰۰۳
- جام سوروگا بانک:
  - قهرمانی (۲): ۲۰۱۲, ۲۰۱۳
- جام باشگاه‌های جهان:
  - نایب قهرمانی (۱): ۲۰۱۶
  - چهارمی (۱) : ۲۰۱۸

## مربیان
| مربی              | ملیت  | سالهای فعالیت                   |
| ----------------- | ----- | ------------------------------- |
| ماساکاتسو میاموتو | ژاپن  | ژانویه ۱۹۹۲ – ژوئن ۱۹۹۴         |
| ادو               | برزیل | ژوئن ۱۹۹۴ – دسامبر ۱۹۹۵         |
| ژوا کارلوس        | برزیل | ژانویه ۱۹۹۶ – ژوئیه ۱۹۹۸        |
| تاکاشی سکیزوکا    | ژاپن  | ژوئیه ۱۹۹۸                      |
| زی ماریو          | برزیل | ژوئیه ۱۹۹۸ – اوت ۱۹۹۹           |
| تاکاشی سکیزوکا    | ژاپن  | اوت ۱۹۹۹                        |
| زیکو              | برزیل | ۲۰ اوت ۱۹۹۹ – ۳۱ دسامبر ۱۹۹۹    |
| تونینیو کیروزو    | برزیل | ۱ ژانویه ۲۰۰۰ – ۳۰ دسامبر ۲۰۰۵  |
| پائولو آتوئوری    | برزیل | ۳۱ دسامبر ۲۰۰۵ – ۲۹ نوامبر ۲۰۰۶ |
| اسوالدو د الیویرا | برزیل | ۱ ژانویه ۲۰۰۷ – ۳۱ دسامبر ۲۰۱۱  |
| جورجینیو          | برزیل | ۱ ژانویه ۲۰۱۲ – ۳۱ دسامبر ۲۰۱۲  |
| تونینیو کیروزو    | برزیل | ۱ ژانویه ۲۰۱۳ – ۲۲ ژوئیه ۲۰۱۵   |
| ماساتادا ایشی     | ژاپن  | ۲۳ ژوئیه ۲۰۱۵ – ۳۱ می ۲۰۱۷      |
| گو ویوا           | ژاپن  | ۳۱ می ۲۰۱۷ –                    |